# Asplenium venustum
Asplenium venustum är en svartbräkenväxtart som beskrevs av Lucien Marcus Underwood och Maxon. Asplenium venustum ingår i släktet Asplenium och familjen Aspleniaceae. Inga underarter finns listade.